# Diane Lane
Diane Lane (Nova York, 22 de gener de 1965) és una actriu estatunidenca.

## Biografia
Diane Lane és filla de Colleen Farrington (una cantant de night club i també una antiga model de Playboy coneguda amb el nom de Colleen Price) i de Burton Eugene Lane, que va ser conductor de taxi. L'àvia materna de Diana Lane (Agnes Scott) era pastor protestant. Diane Lane va rebre la influència dels seus sermons.

### Carrera
Diane Lane va començar la seva carrera als 6 anys al teatre experimental La Mama Experimental Theatre a Nova York, on va participar en les produccions Medea i The Cherry Orchard. Als 13 anys, va fer la primera pel·lícula amb Laurence Olivier a A Little Romance. Als 14 anys, va ser a la coberta de la revista Time.
Fa bé la transició entre la carrera infantil i la d'adult. Va actuar a les pel·lícules The Outsiders i Rumble Fish. Les dues pel·lícules següents que l'haurien pogut fer una estrella no van tenir èxit en la recaptació (Streets of Fire i Cotton Club). No és fins al 1989 que va ser aclamada per la sèrie de televisió Lonesome Dove. Va ser nominada el 1999 pel seu paper a A Walk on the Moon on va treballar amb Viggo Mortensen.
El 2002, Diane Lane va ser nominada per l'Oscar a la millor actriu per Infidel (2002). Va actuar a Under the Tuscan Sun (2003), basada en el llibre de Frances Mayes.

### Vida privada
Diane Lane va sortir amb l'estrella de rock Jon Bon Jovi els anys 80, i es va casar amb l'actor Christopher Lambert el 1988 fins que es va divorciar el 1994. Va tenir d'aquest matrimoni una filla de nom Eleanor Jasmine Lambert, nascuda el 5 de setembre de 1993.
Diana Lane es va tornar a casar amb l'actor Josh Brolin el 14 d'agost del 2004. El 20 de desembre del mateix any, va cridar la policia per una baralla domèstica. Diana Lane no el va denunciar i el portaveu de la parella va parlar d'un malentès.

## Filmografia
| Any  | Pel·lícula                                                                         | Paper                   | Notes |
| ---- | ---------------------------------------------------------------------------------- | ----------------------- | --- |
| 1979 | Una petita història d'amor (A Little Romance)                                      | Lauren King             | |
| 1980 | Touched by Love                                                                    | Karen                   | també coneguda com To Elvis, with Love |
| 1981 | Great Performances                                                                 | Charity Royall          | TV (1 episodi) |
| 1981 | Ladies and Gentlemen, The Fabulous Stains                                          | Corinne Burns           | |
| 1981 | La llegenda de Bill Doolin (Cattle Annie and Little Britches)                      | Jenny (Little Britches) | |
| 1981 | Child Bride of Short Creek                                                         | Jessica Rae Jacobs      | TV |
| 1982 | National Lampoon Goes to the Movies                                                | Liza                    | |
| 1982 | La colla dels sis (Six Pack)                                                       | Breezy                  | |
| 1982 | Miss All-American Beauty                                                           | Sally Butterfield       | TV |
| 1983 | Rebels (The Outsiders)                                                             | Sherri 'Cherry' Valance | |
| 1983 | Rumble Fish                                                                        | Patty                   | |
| 1984 | Streets of Fire                                                                    | Ellen Aim               | |
| 1984 | The Cotton Club                                                                    | Vera Cicero             | |
| 1987 | Lady Beware                                                                        | Katya Yarno             | |
| 1987 | Mà d'or (The Big Town)                                                             | Lorry Dane              | |
| 1988 | Priceless Beauty                                                                   | China                   | |
| 1988 | Lonesome Dove                                                                      | Lorena Wood             | minisèrie de TV Nominada — Primetime Emmy a la millor actriu en minisèrie o especial |
| 1990 | Vital Signs                                                                        | Gina Wyler              | |
| 1990 | Descending Angel                                                                   | Irina Stroia            | TV |
| 1992 | Escac a l'assassí (Knight Moves)                                                   | Kathy Sheppard          | |
| 1992 | My New Gun                                                                         | Debbie Bender           | |
| 1992 | The Setting Sun                                                                    | Cho Renko               | |
| 1992 | Chaplin                                                                            | Paulette Goddard        | |
| 1993 | Indian Summer                                                                      | Jahnvi                  | |
| 1993 | Fallen Angels                                                                      | Bernette Stone          | TV (1 episodi) |
| 1994 | Oldest Living Confederate Widow Tells All                                          | Lucy Honicut Marsden    | TV |
| 1995 | A Streetcar named Desire                                                           | Stella                  | TV |
| 1995 | Jutge Dredd (Judge Dredd)                                                          | Judge Hershey           | |
| 1996 | La llegenda de Wild Bill (Wild Bill)                                               | Susannah Moore          | |
| 1996 | Jack                                                                               | Karen Powell            | |
| 1996 | Encantat de matar-te (Mad Dog Time)                                                | Grace Everly            | també coneguda com Trigger Happy (UK) |
| 1997 | La meva única emoció (The Only Thrill)                                             | Katherine Fitzsimmons   | |
| 1997 | Assassinat a la Casa Blanca (Murder at 1600)                                       | Agent Nina Chance       | |
| 1998 | Un paio perillós (Gunshy)                                                          | Melissa                 | |
| 1998 | Grace & Glorie                                                                     | Gloria                  | TV |
| 1999 | A Walk on the Moon                                                                 | Pearl Kantrowitz        | Nominada — Premi Independent Spirit a la millor actriu Nominada — Premi Critics de cinema de Las Vegas a la millor actriu] |
| 2000 | My Dog Skip                                                                        | Ellen Morris            | |
| 2000 | El virginià (The Virginian)                                                        | Molly Stark             | TV |
| 2000 | La tempesta perfecta (The Perfect Storm)                                           | Christina Cotter        | |
| 2001 | Hardball                                                                           | Elizabeth Wilkes        | |
| 2001 | Última sospita (The Glass House)                                                   | Erin Glass              | |
| 2002 | Unfaithful (Infidel)                                                               | Connie Sumner           | Premi National Society of Film Critics a la millor actriu Premi critica Nova York a la millor actriu Premi Satellite a la millor actriu dramàtica Nominada — Oscar a la millor actriu Nominada — Globus d'Or a la millor actriu dramàtica |
| 2003 | Under the Tuscan Sun                                                               | Frances                 | Nominada — Globus d'Or a la millor actriu musical o còmica Nominada — Premi Satellite a la millor actriu musical o còmica |
| 2005 | Gent poc corrent (Fierce People)                                                   | Liz Earl                | |
| 2005 | I que li agradin els gossos (Must Love Dogs)                                       | Sarah Nolan             | |
| 2006 | Hollywoodland                                                                      | Toni Mannix             | |
| 2008 | Untraceable                                                                        | Jennifer Marsh          | |
| 2008 | Jumper                                                                             | Mary Rice               | |
| 2008 | Nits de tempesta (Nights in Rodanthe)                                              | Adrienne Willis         | |
| 2009 | Killshot                                                                           | Carmen Colson           | |
| 2010 | Secretariat                                                                        | Penny Chenery           | |
| 2011 | Cinema Verite                                                                      | Pat Loud                | TV Nominada — Globus d'Or a la millor actriu en minisèrie o telefilm Nominada — Primetime Emmy a la millor actriu en minisèrie o telefilm                                                                                                 |
| 2013 | L'home d'acer (Man of Steel)                                                       | Martha Kent             | |
| 2014 | Every Secret Thing                                                                 | Helen Manning           | |
| 2015 | Del revés (Inside Out)                                                             | Mare                    | Veu |
| 2015 | Trumbo                                                                             | Cleo Trumbo             | |
| 2016 | Batman contra Superman: L'alba de la justícia (Batman v Superman: Dawn of Justice) | Martha Kent             | |
| 2016 | Bonjour Anne                                                                       | Anne                    | |
| 2017 | Justice League                                                                     | Martha Kent             | |